# かぐや (船)
かぐや (KAGUYA) は、伊勢湾・三河湾の港で液化天然ガス (LNG) を燃料とする船舶にLNGを供給するLNGバンカリング船（LNGバンカー船、LNG燃料供給船）である。日本初のLNGバンカリング船であり、シップ・オブ・ザ・イヤー2020小型貨物船部門賞を受賞した。

## 概要
船の燃料をバンカー (bunker) といい、船に燃料を積み込むことをバンカリング (bunkering) という。20世紀に舶用ディーゼルエンジンが実用化されて以降、重油・軽油をディーゼルエンジンで焚く船が主流になったが、21世紀になって、液化天然ガス (LNG) を燃料として積み、LNGから発生したガスを焚いて推進するLNG燃料船（LNG燃料推進船）が登場した（⇒「背景」節）。LNG燃料船にLNGを補給する船がLNGバンカリング船（LNGバンカー船、LNG燃料供給船）であり、本船「かぐや」は、LNGバンカリング船として日本最初のものである。
本船は総トン数4,044トンの貨物船であり、容量3,500 m3の円筒形LNGタンク1基のほか、バンカリングに必要な機器を搭載する（⇒「構造」節）。LNG燃料船に接舷して、ホースを渡してLNGを供給することができる（⇒「構造」節）。
本船は四日市港を拠点に、三河港や名古屋港に来航するLNG燃料船に対してLNG燃料を供給する事業に従事している（⇒「運航」節）。日本郵船、川崎汽船、JERA、豊田通商の4社が合弁会社を通じて本船を所有・運航している（⇒「運航」節）。
本船は、川崎重工業が2020年に竣工させた船であり、本船の設計には同社の豊富な経験が活かされている（⇒「日本初のLNGバンカリング船の建造」節）。本船は日本船舶海洋工学会のシップ・オブ・ザ・イヤー2020小型貨物船部門賞を受賞した（⇒「シップ・オブ・ザ・イヤー2020小型貨物船部門賞」節）。

## 構造
1カーゴタンク・バラストレス船型である。フォーム式のフェンダーを装備する。
推進方式は電気推進であり、発電用にディーゼルエンジン（ダイハツディーゼル製6DE-18）を3基搭載する。2台のモーターで1本の推進軸を駆動する。押船の助けを借りることなく安全に接舷するために、サイドスラスター（バウスラスター・スターンスラスター）、可変ピッチプロペラ、シリングラダーを装備する。
内航LNGタンカーで実績のあるアルミニウム合金製の円筒型LNGタンクを1基備える。容量は3,500 m3（別の資料では3,193.7 m3）である。
荷役設備として、LNGタンク内のポンプ2基、LNGを移送する多層コンポジットホース、ホースハンドリングクレーン2基、可搬式のホースサドルなどを備える。係留中の他の船舶に接舷（横付け）して右舷からホースを伸ばし、ポンプでLNGを移送することにより、船舶の燃料タンクにLNGを補給することができる。

## 運航

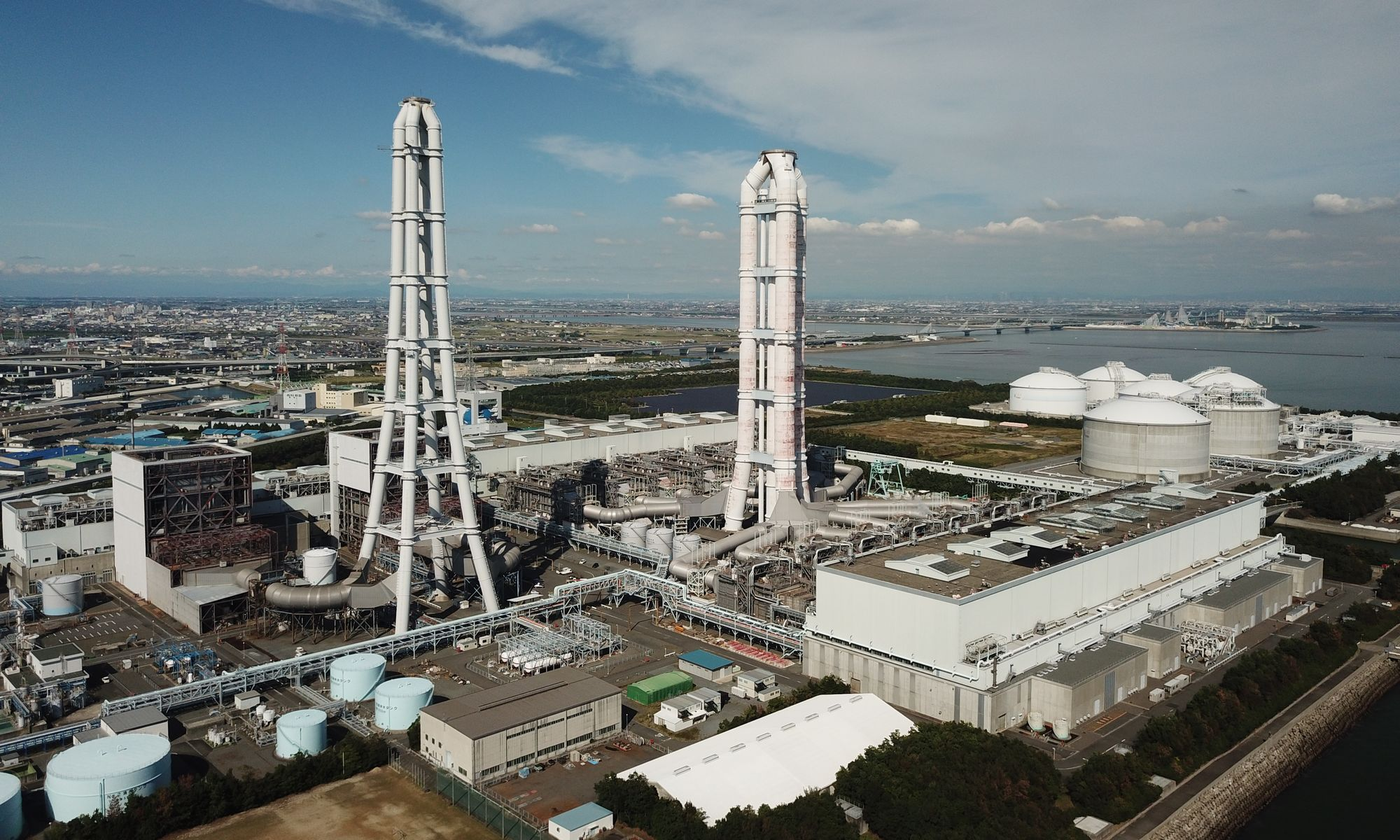
「かぐや」が運航の拠点とする川越火力発電所（2017年撮影）。右奥のタンクがLNGタンクである。「かぐや」が使用する桟橋は写っていない。

本船は、JERAの川越火力発電所（三重県三重郡川越町）構内に事務所を置くセントラルLNGシッピング株式会社が所有する。船員は名古屋港でタグボートを運航する名古屋汽船株式会社からセントラルLNGシッピング社に派遣されている。セントラルLNGマリンフューエル株式会社が本船を傭船し、川越火力発電所を拠点に運航している。シッピング社もマリンフューエル社も日本郵船・川崎汽船・JERA・豊田通商の4社が出資する合弁会社である。
川越火力発電所は伊勢湾に面する天然ガス焚きの火力発電所であり、外航LNGタンカーからLNGを受け入れる桟橋と受け入れたLNGを貯蔵するLNGタンクとを備える。セントラルLNGマリンフューエル社がJERAからLNGを仕入れ、同発電所の桟橋で本船に積み込む。同社が注文に応じて伊勢湾・三河湾の港（2023年時点で公表されている実績では三河港・名古屋港）まで本船でLNGを運び、LNG燃料船の運航者に販売・供給する。
日本郵船が運航する7,150台積み自動車専用船「SAKURA LEADER」（72,285総トン）の場合、輸出する自動車の船積み作業の時間を利用して「かぐや」からLNGの補給を受けることとしており、「SAKURA LEADER」側でのLNG補給作業は前後の付帯作業を含め10時間から12時間かかっている。「SAKURA LEADER」の場合、目的地が北米西海岸のときは次に日本に帰航するまでLNGの補給の必要がない一方、（パナマ運河を通って）北米東海岸まで行くときは米国フロリダ州のジャクソンビル港でもLNGの補給を受けているとのことである。
名古屋港管理組合・四日市港管理組合・愛知県は、名古屋港、四日市港、三河港などでLNG燃料船とLNGバンカリング船の入港料を全額、免除している。

## 沿革

### 背景

#### 船舶からの排出ガス規制の強化
船舶からの排出ガスはマルポール条約に基づいて規制されており、段階的に規制が強化されてきた。
硫黄酸化物 (SOx) に関しては、先行して規制が強化された欧州・北米の排出規制海域 (ECA: emission control area) では、2015年以降、硫黄分が0.1%以下の燃料を使用することが義務付けられた。ECA以外では燃料中の硫黄分の上限は3.5%であったが、2020年から上限を0.5%に引き下げることが2016年10月の国際海事機関第70回海洋環境保護委員会 (MEPC 70) で決定した。
二酸化炭素 (CO2) に関しては、2013年、貨物1トンを1海里運ぶ際に排出する CO2 (EEDI: Energy Efficiency Design Index) の削減を一部の新造外航船に義務付けるEEDI規制が始まった。外航自動車運搬船は当初、対象外であったが、2015年に規制対象に追加された。これにより、外航自動車運搬船も、2020年以降に建造契約を結ぶ船は15%以上、2025年以降に建造契約を結ぶ船は30%以上の CO2 排出削減が義務付けられることになった。

#### LNG燃料船の登場

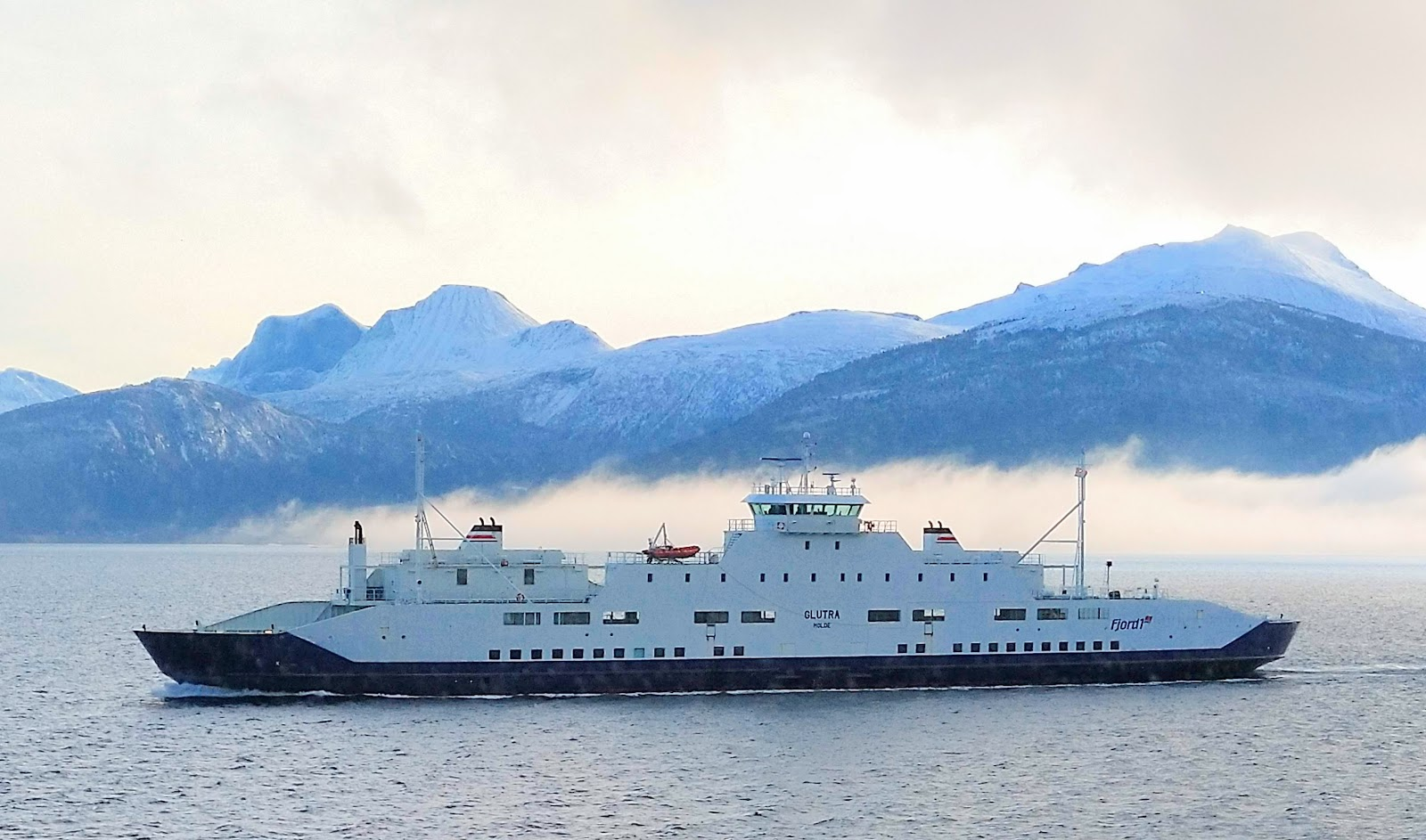
2000年に就航した世界初のLNG燃料フェリー「GLUTRA」（2020年撮影）。

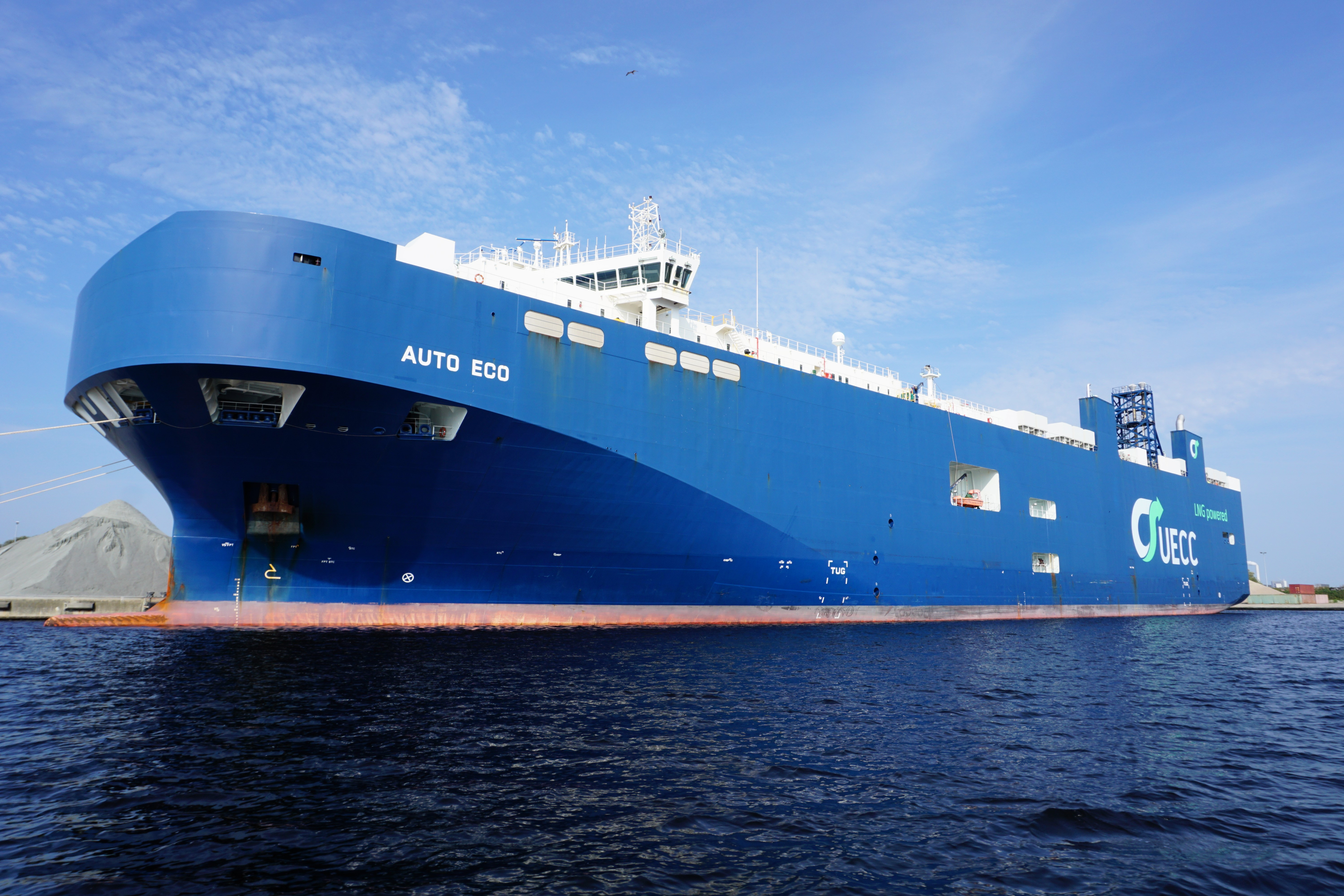
世界初のLNG燃料の自動車専用船「AUTO ECO」（2018年撮影）。

SOx 規制のみであれば、燃料を規制適合油に切り替えるか、SOx スクラバーを装備することでクリアすることができる。しかしながら、2025年以降の新造船のEEDI規制をクリアするには、重油焚きでは難しい船種もあるものとみられている。
一方、船舶の燃料を重油からLNGに切り替えると、SOx の排出をほぼ100%、CO2 の排出を約30%、削減することができる。このことから、LNG燃料船（LNG燃料推進船）は、重油焚きの船より船価が高いうえ、低引火点燃料の取扱責任者の資格を取得した船員を配乗する必要があるものの、SOx 規制とEEDI規制（CO2 の排出規制）の両方をクリアするための有力な選択肢とみなされる。
自動車運搬船は（鉱石運搬船などの船種と比べると）欧州・北米の排出規制海域 (ECA) を航行する機会が多いことから、LNG燃料船導入のメリットが大きい。LNG燃料船でない場合、ECAを航行するためには硫黄分を0.1%以下に抑えた高価な油を使用する必要があるからである。
以上のような背景があって、2016年、世界初のLNG燃料の自動車専用船が欧州のECAに投入された。日本郵船とスウェーデンの Wallenius Lines とが50%ずつ出資し、欧州で自動車専用船を運航する United European Car Carriers (UECC) の「AUTO ECO」と「AUTO ENERGY」である。川崎汽船もLNG燃料の自動車専用船を2016年以降に北欧に投入することを検討しており、早くも2011年にその計画を公表していたが、その後、重油価格が下落したため、こちらは実現に至らなかった。2016年10月には、ドイツのフォルクスワーゲン・グループが、LNG燃料の自動車専用船2隻を2019年に導入し、欧州と北米との間の輸送に使用する計画を公表した。
日本近海はECAではないが、日本から自動車を輸出する自動車専用船はECAに向かうものも多い。そこで、日本にLNG燃料の自動車専用船が来航するかどうかが焦点となる。この点について、2017年9月、『日本経済新聞』がトヨタ自動車の日本からの輸出にLNG燃料の自動車専用船を使用する計画を1面で報じた。日本郵船、川崎汽船、トヨフジ海運の3社が合計約2千億円を投じて数年以内に二十数隻を揃え、主に北米航路に就航させるという内容であった。2018年、日本郵船の内藤忠顕社長（当時）が「日本の大手自動車メーカーをはじめ、長期契約の複数業種の顧客」からLNG燃料船を使用したいとの要望を受けていることを明らかにしたことから、LNG燃料船の導入計画はトヨタの要望に基づくものであったと考えられる。
2018年7月、川崎汽船と日本郵船とがそれぞれ提案した、LNG燃料の自動車運搬船による CO2 削減の技術実証が日本の環境省・国土交通省から採択された。川崎汽船は技術実証に用いる同社初のLNG燃料の自動車専用船（のちに「CENTURY HIGHWAY GREEN」と命名）を2018年12月に今治造船に発注した。日本郵船も同時期に技術実証に用いるLNG燃料の自動車専用船（のちに「SAKURA LEADER」と命名）を発注していたものとみられる。

#### LNGバンカリング船の登場

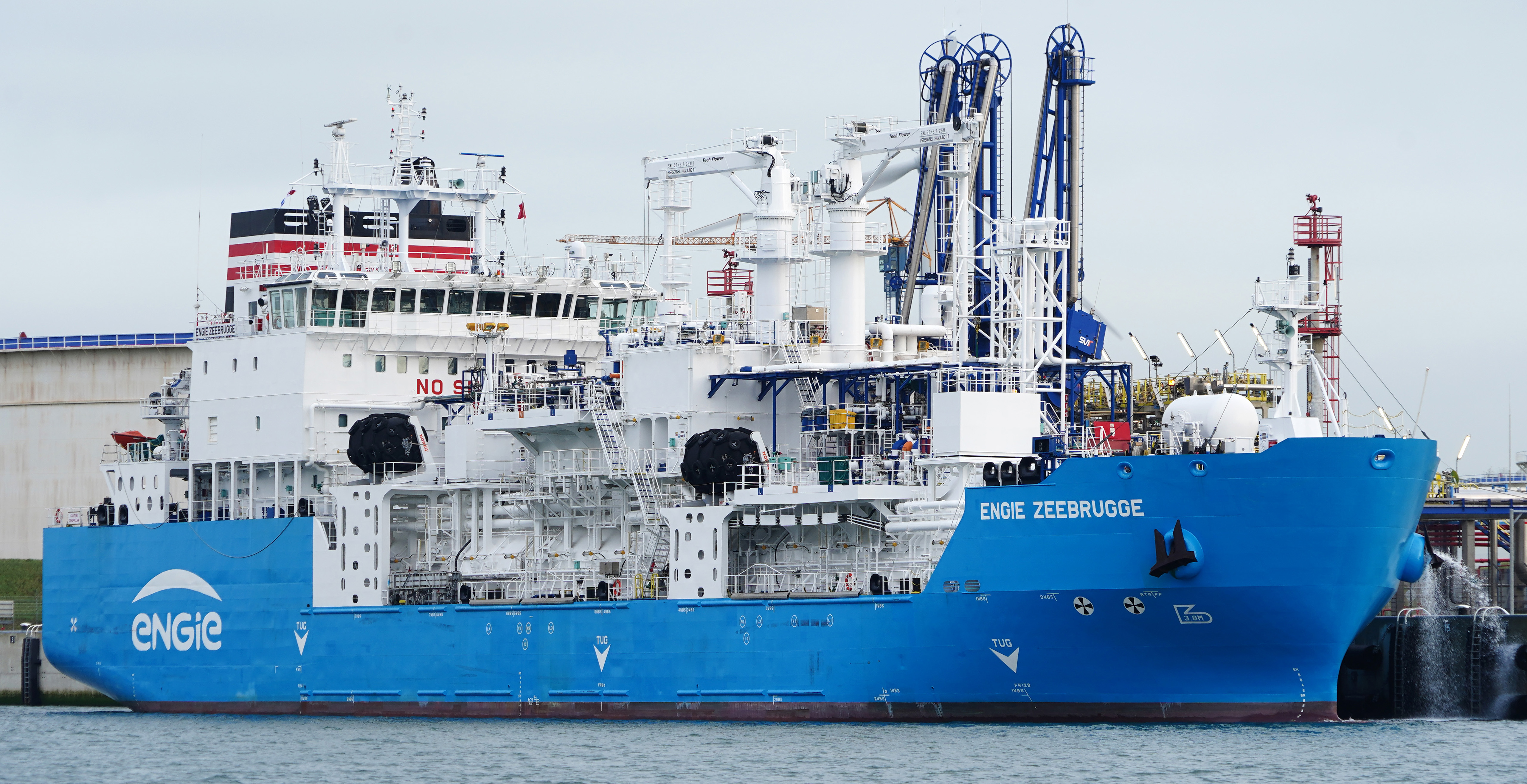
2017年に竣工した世界初の新造LNGバンカリング船「ENGIE ZEEBRUGGE」（2019年撮影）。

従来、世界の主要な港は、船舶に燃料として重油・軽油を供給するインフラを備えている。ほとんどの場合、船舶は、荷役などのために岸壁・桟橋に係留されている時間や荷役待ちなどのために錨地に錨泊している時間を利用して、接舷したバンカリング船（バンカー船）から重油・軽油の補給を受けることができる。大型の外航LNG燃料船が就航するためには、これと同様のインフラ、すなわちLNGバンカリング船（LNGバンカー船、LNG燃料供給船）が必要になる。

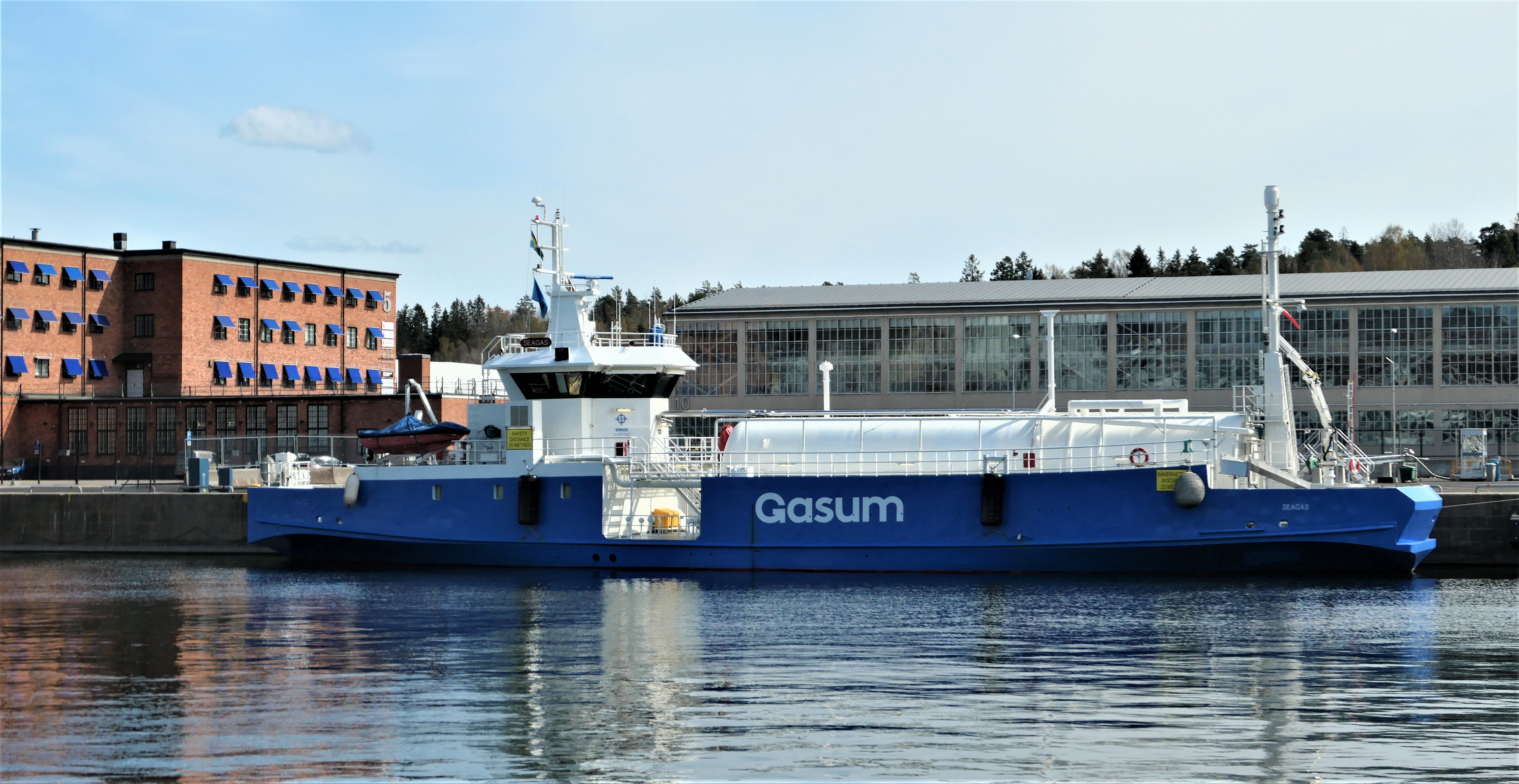
世界初のLNGバンカリング船「SEAGAS」（2022年撮影）。2013年3月に稼働を始めた。

船舶にLNGを補給する方式としては、陸上のタンクローリーからホースを伸ばして供給する方式（truck to ship 方式）などもある。日本初のLNG燃料船であるタグボート「魁」に対する燃料補給は truck to ship 方式であった。「魁」の燃料タンクに約7トンのLNGを積み込むのに約1時間を要した。
これに対して、太平洋を横断するような大型の外航船が需要するLNGはバンカリング1回当たり1,000トンにもなる。このような大量のLNGを短い停泊時間内に供給するためには、タンクローリーでは全く間に合わず、現実的な手段はバンカリング船以外に見当たらないというのが海運会社の見方である。
世界初のLNGバンカリング船はスウェーデン・ストックホルム港の「SEAGAS」（626総トン）であり、2013年1月に就航したLNG燃料の国際フェリー「VIKING GRACE」に燃料を補給するため、同年3月から稼働している。
欧州連合 (EU) は、早くも2014年11月のEU指令で、加盟国に対し、域内の主要139港に2025年までにLNGバンカリングインフラを整備することを義務付けた。2017年には、世界初の新造LNGバンカリング船「ENGIE ZEEBRUGGE」が竣工し、6月、ベルギーのゼーブルージュ港（2022年に合併してアントワープ・ブルージュ港）で稼働を始めた（2020年11月に「GREEN ZEEBRUGGE」に改名）。

### LNGバンカリングの事業化

#### 国土交通省による支援

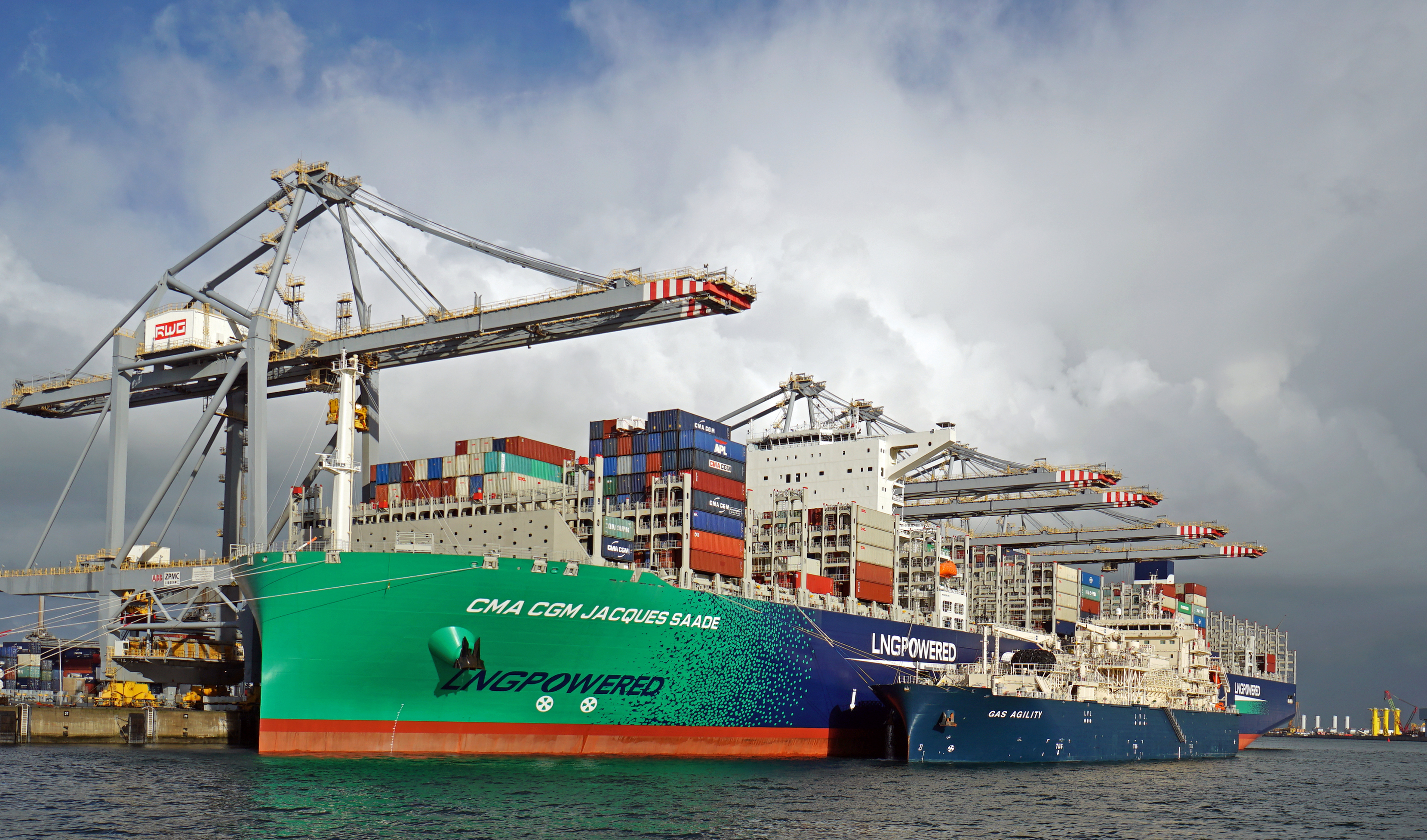
LNG燃料のコンテナ船「CMA CGM JACQUES SAADÉ」（奥）と同船に接舷したLNGバンカリング船「GAS AGILITY」（手前）（オランダのロッテルダム港にて2020年撮影）。

欧州・北米の排出規制海域 (ECA) を航行する機会が多いためにLNG燃料船のメリットが大きいのは、自動車運搬船に限った話ではなく、現代の海運の「花形」である外航コンテナ船にも当てはまる。日本の国土交通省は、外航コンテナ船を含む船舶の燃料のLNGへの移行は、日本の港に千載一遇のチャンスをもたらすと考えた。その理屈は概ね以下のとおりである。
日本の港は、太平洋を東航する船にとって太平洋横断前に寄港できる最後の港であるとともに、西航する船にとっては太平洋横断後に寄港できる最初の港であることから、バンカリング拠点になる地の利を備えている。そうであるのに日本を素通りする船が多いのは、日本の製油所から供給される重油がシンガポール港のような国際的なバンカリング拠点に比べて割高であったことが理由の一つであると考えられる。
これに対して、日本は（当時）世界一のLNG輸入国であり、日本の主要な港またはその近隣の港にはLNGターミナルが既に整備されている。したがって、LNG燃料の供給に関しては、重油のような価格面の不利はないと考えられる。周辺諸国に先駆けて日本にLNGバンカリング拠点を形成すれば、国際基幹航路のコンテナ船の寄港が増え、日本の港の復権・活性化につながることが見込める。
同省は、以上のような理屈で、周辺諸国に先駆けて日本にLNGバンカリング拠点を形成することが日本の港の国際競争力強化に資すると考え、「LNGバンカリング拠点形成事業」としてLNGバンカリング拠点を整備する事業者に対する補助金（補助率：1/3以内）を新設し、2018年に最初の事業者を募集した。

#### 横浜港の場合
国土交通省が本命視していたLNGバンカリング拠点は、政令で「国際戦略港湾」（国際競争力の強化を重点的に図ることが必要な港湾）に格付けされている横浜港であった。2016年、同省の肝煎りで東京ガス、日本郵船、横浜川崎国際港湾株式会社（国が50%、横浜市が47.25%の株式を保有する港湾運営会社）、横浜市（港湾管理者）などから関係者を集めて検討会を開き、横浜港にLNGバンカリング拠点を整備するための方策を半年かけて議論した。検討会は、約60億円を投じてLNGバンカリング船を建造して、2020年から ship to ship 方式のLNGバンカリングを始めるというロードマップを策定した。
しかし、積極的な国、横浜港側と慎重な「国内海運大手」との姿勢の違いが鮮明になったと2017年に報じられた。横浜港を母港としてクルーズ客船「飛鳥II」を運航する郵船クルーズは当時、LNG燃料のクルーズ客船の導入は検討していないことを明らかにした（同社はその後、方針を転換し、「飛鳥III」はLNG燃料に対応することに決定したが、この決定は2021年のことであった）。検討会に呼ばれていた東京ガスは採算性を疑問視し、事業への参画を見送った。「LNG燃料船が一定数なければ事業化は望めない」とは、東京ガスの内田高史社長（当時）の弁である。

#### 伊勢湾・三河湾LNGバンカリング事業
一方、伊勢湾・三河湾は、「国際戦略港湾」に格付けされた港がなく、横浜港が受けたような国土交通省からの強力な後押しを受けることはなかった。しかし、長期契約の大荷主がLNG燃料船を要望していた点で恵まれていた。「LNG燃料船の登場」節で述べたように、トヨタ自動車の日本からの完成車輸出にLNG燃料船を希望していたのである。
トヨタ自動車が日本からの完成車輸出に使っている港は名古屋港、三河港（豊橋港）、博多港である。その中でも名古屋港と三河港が二大拠点である（トヨタ車に限った統計ではないが、2017年の日本の港湾別の自動車輸出台数は、1位が名古屋港（約130万台）、2位が三河港（約93万台）、3位が横浜港（約83万台）であった）。したがって、2018年の時点では、当面見込まれるLNG燃料船の寄港回数などから見て、名古屋港・三河港のある伊勢湾・三河湾がLNGバンカリングの事業化に有利であったと考えられる。
日本郵船、川崎汽船、中部電力、豊田通商の4社は、中部地区における船舶向けLNG燃料供給事業の検討を開始したことを2018年1月に公表した。5月、4社は合弁会社としてセントラルLNGマリンフューエル株式会社（LNG燃料販売会社）とセントラルLNGシッピング株式会社（船舶保有会社）の2社を設立した。中部電力は当時、伊勢湾岸のLNG基地を運営しており、2019年4月にLNG基地を含む燃料・火力発電事業をJERAに移管した。豊田通商は当時、グループで年間500万トンの船舶燃料（主にC重油）を取り扱っており、船舶の燃料転換を視野に入れ、本事業に参画した。
セントラルLNGシッピング社が提案した「伊勢湾・三河湾LNGバンカリング事業」が「LNGバンカリング拠点形成事業」として国土交通省から採択され、LNGバンカリング船建造に補助金が下りる見込みとなり、2018年7月、日本初となるLNGバンカリング船を川崎重工業に発注した。

### 日本初のLNGバンカリング船の建造

#### 川崎重工業の歩み

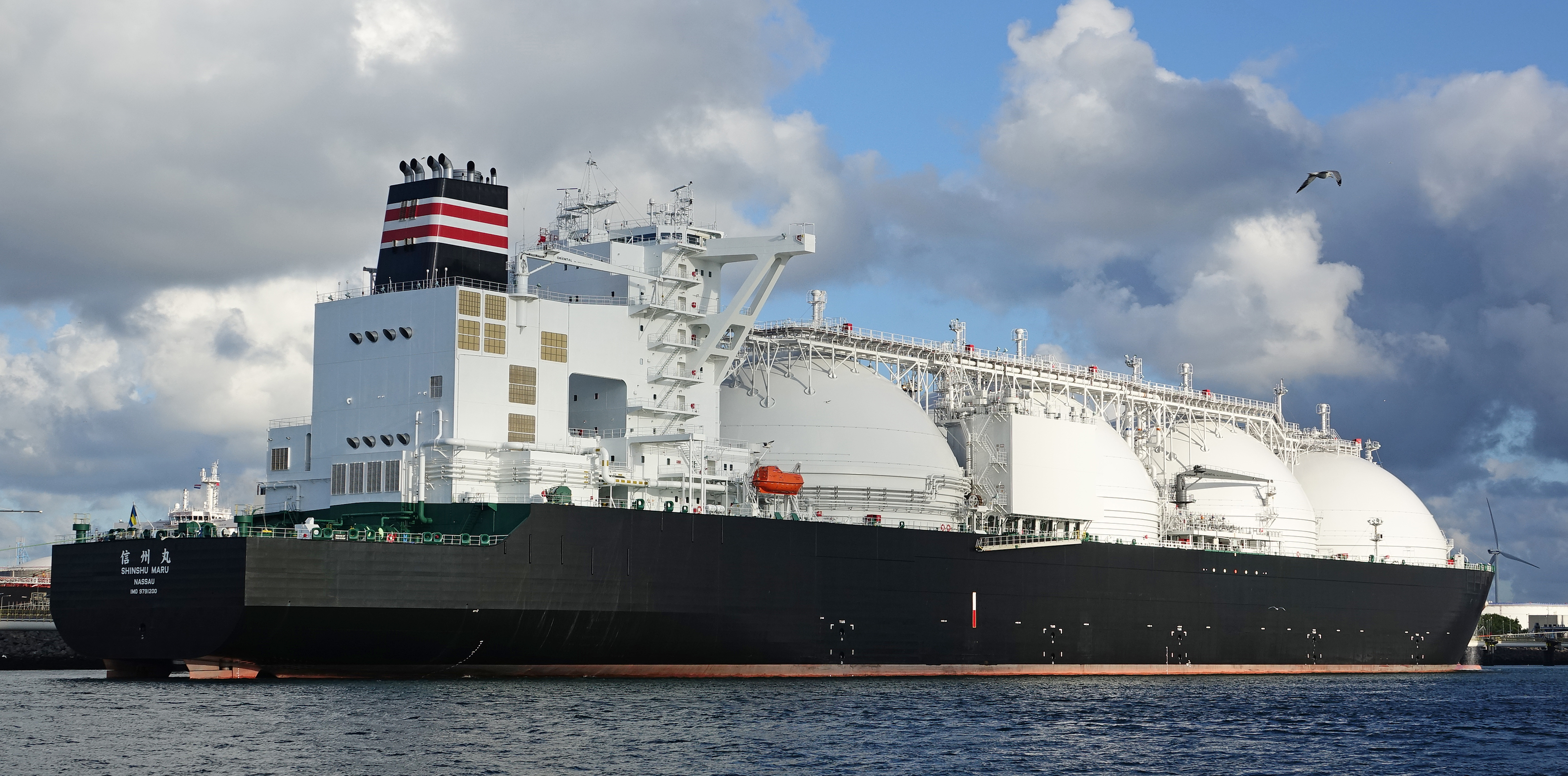
川崎重工が2019年に竣工させた外航LNGタンカー「信州丸」（2019年撮影）。同社は2019年竣工の船を最後に、40年もの長きにわたって続けてきた外航LNGタンカーの建造から手を引いた。

後述するように、本船の設計は、川崎重工業が開発した内航LNGタンカーがベースになっている。そこで、本船の建造に至るまでの川崎重工（2002年から2010年までは株式会社川崎造船）の歩みを振り返ると、同社は1981年に日本の造船所として初めてLNGタンカー「GOLAR SPIRIT」を竣工させたのを皮切りに、モス方式のライセンスを受けて外航LNGタンカーを多数、建造してきた。さらに、外航LNGタンカーの建造で培った技術力で独自に内航LNGタンカーを開発し、2003年に日本初の内航LNGタンカー「第一新珠丸」を竣工させた。2024年に「KEYS Azalea」が登場するまでは、日本の内航LNGタンカー6隻は全て川崎重工が開発した船であった。
川崎重工が開発した内航LNGタンカーの特徴は蓄圧式低温タンクを搭載していることである。この方式のタンクは外航LNGタンカーに採用されているモス方式やメンブレン方式のタンクとは異なり、自然蒸発ガス (BOG: boil-off gas) をタンク内に閉じ込めることができる。蓄圧式タンクは、内航LNGタンカーの場合、BOGをタンクから抜き取って処理・消費する設備が不要になる利点があり、LNGバンカリング船の場合は、バンカリング作業に伴い不可避的に発生する大量のBOGを回収して一時的に貯めておける利点がある。
川崎重工は「かぐや」の建造前に日本で唯一行われたLNGのSTS (ship to ship) 荷役にも関わった。当時、勇払ガス田で生産した天然ガスを北海道の都市ガス会社に供給していた石油資源開発は、冬季の安定供給対策（のちに、勇払ガス田の生産能力が減少したことが公表された）として、苫小牧港（北海道苫小牧市）に係留した外航LNGタンカー「LNG TAURUS」をLNGの備蓄タンク代わりとして、必要の都度、内航LNGタンカー「あけぼの丸」を並列係留し、ホースを渡して「LNG TAURUS」から「あけぼの丸」にLNGを移し替えるというオペレーションを実施した。2011年11月にトライアルを実施し、12月から翌年3月までの間と同年10月から12月までの間に本格操業した。毎回の作業は、LNGバンカリング船がLNG燃料船に燃料を補給する際の作業と同様のものであった。川崎重工は「あけぼの丸」を建造した造船所としてこのオペレーションに技術面で協力するとともに、LNGバンカリング船の設計に役立つ経験・知見を蓄積した。
同社はまた、2014年に世界初のLNG燃料の自動車運搬船を受注し、2016年に竣工させた。「LNG燃料船の登場」節に述べた「AUTO ECO」と「AUTO ENERGY」であり、中国における合弁会社である南通中遠川崎船舶工程有限公司（江蘇省南通市）で建造した。

#### 「かぐや」の設計・建造
2013年4月の『日本経済新聞』は、川崎重工が「LNG燃料補給船」を開発していると報じた。記事によれば、「LNG燃料補給船」を世界に先駆けて開発し、2016年に市場投入して1隻当たり40億円から60億円で国内外のエネルギー会社に売り込み、年二、三隻の受注を目指すとのことであった。同社の船舶海洋カンパニー（現・船舶海洋ディビジョン）のトップによれば、「小型LNG運搬船の建造実績を持つ社は少なく、優位性を生かせる商品になる」とのことであった。同社の技術者は、3,000 m3の蓄圧式タンクを2基搭載した全長約120 mのLNG燃料供給船の設計案を2014年の論文で公表した。
同社はLNGバンカリング船の需要が高まるものと見て、2016年頃から営業活動を本格化させた。受注1隻目が本船である。本船の受注に関して、川崎重工のLNGバンカリング船プロジェクトマネージャーは、「これまでのLNG運搬船での取り組みや実績を踏まえた上で、期待も込めて当社を選んでいただいたと思っています」と語った。
日本海事協会 (ClassNK) がLNGバンカリング船の設計などに関するガイドラインを発行したのは本船の竣工後のことであり、日本初のLNGバンカリング船を設計するに当たってはこれまでにない検討を要する事項が多岐にわたった。川崎重工は「川崎重工業の歩み」節に述べた内航LNGタンカーの開発（当時としては日本唯一）、LNGのSTS (ship to ship) 荷役（日本唯一）、LNG燃料の自動車運搬船の建造（世界初）の経験を踏まえて本船の設計に取り組んだ。同社のプロジェクトマネージャーは、このような経験が「設計のスタート時点からの大きなリード」につながったと語った。こうして本船は、蓄圧式低温タンクを搭載した内航LNGタンカーをベースに、ship to ship 方式のLNGバンカリングに必要な機器を装備した設計となった。船の間に渡してLNGを移送するホースは、苫小牧港でのLNGのSTS荷役に使用したものと同じ多層コンポジットホースを選定した。
本船は2020年2月10日に川崎重工坂出工場（香川県坂出市）で起工され、4月27日に進水した。同社の1744番船である。
2020年9月16日、トヨタ自動車、国土交通省などから来賓を招き、坂出工場で命名式を挙行した。川崎汽船の明珍幸一社長と日本郵船の長澤仁志社長とが本船を「かぐや」と命名した。『竹取物語』にちなみ、LNGバンカリング市場を「竹」のように長く高く成長させるという思いを込めた。
起工以来、新型コロナウイルス感染症の世界的流行下にあって、サプライチェーンの混乱や外国人技術者の入国の遅れに悩まされたものの、川崎重工は建造スケジュールの維持に努め、9月30日、日本初のLNGバンカリング船が竣工した。日本で2番目のLNGバンカリング船「KEYS Azalea」が竣工したのは2024年3月のことであるので、「かぐや」は2番手に3年半、先行したことになる。

### 日本初の ship to ship 方式のLNGバンカリング
「LNG燃料船の登場」節に述べた経緯で川崎汽船と日本郵船が1隻ずつ発注したLNG燃料の自動車専用船であるが、川崎汽船の船は当初、2020年秋頃の竣工を目指していると発表されていた。しかし同社の「CENTURY HIGHWAY GREEN」が実際に竣工したのは2021年3月であった。結果的に、日本郵船の「SAKURA LEADER」が先に竣工することになった。
「かぐや」は2020年10月、日本初の ship to ship 方式（バンカリング船から船に供給する方式）のLNGバンカリングを実施した。当時、竣工を目前にした「SAKURA LEADER」が三河港にある新来島豊橋造船の建造岸壁に係留されていた。「かぐや」は、四日市港にある川越火力発電所の桟橋からLNGを積み込んだ後、三河港に赴き、10月20日、「SAKURA LEADER」に接舷し、日本で初めて ship to ship 方式でLNGバンカリングを提供した。28日、「SAKURA LEADER」は竣工し、日本国内建造初かつ日本船籍初のLNG燃料自動車専用船となった。
「かぐや」による川崎汽船の船に対する初めてのLNGバンカリングは2021年3月15日のことであり、供給先は3月12日に竣工したばかりの7,080台積み自動車専用船「CENTURY HIGHWAY GREEN」（73,515総トン）であった。
また、「かぐや」による名古屋港で初めての ship to ship 方式のLNGバンカリングは2023年5月12日のことであり、供給先は日本郵船の7,010台積み自動車専用船「WILD ROSE LEADER」（71,846総トン）であった。名古屋港におけるLNGバンカリング自体は「かぐや」によるものが最初ではない。2019年にLNG燃料のタグボート「いしん」が名古屋港に来航した折、タンクローリーからLNGバンカリング（truck to ship 方式）を受けた実績があるためである。

### シップ・オブ・ザ・イヤー2020小型貨物船部門賞
2021年、本船は日本船舶海洋工学会「シップ・オブ・ザ・イヤー2020小型貨物船部門賞」の栄誉に浴した。同賞は2020年に日本で建造された船舶のうち、技術的・芸術的・社会的に優れた船に与えられるもので、授賞理由は「Ship to ship方式による大型外航船への安全且つ迅速なLNG供給を可能とする本船の竣工は、船舶のLNG燃料化の促進、および本邦港湾の競争力強化に貢献する」であった。「SAKURA LEADER」には「シップ・オブ・ザ・イヤー2020」が授与された。「CENTURY HIGHWAY GREEN」は翌年の「シップ・オブ・ザ・イヤー2021大型貨物船部門賞」を受賞した。

### 増える活躍の機会
2021年、日本郵船は「SAKURA LEADER」を含め20隻のLNG燃料の自動車専用船を新造する方針を公表した。同年、川崎汽船は「CENTURY HIGHWAY GREEN」に続くLNG燃料の自動車専用船を8隻調達することを決定した。
商船三井は日本の海運大手3社のうち唯一、「かぐや」の建造に関与しなかった。同社は数々の新機軸を盛り込んだ重油焚きの自動車専用船「BELUGA ACE」（6,800台積み、63,115総トン）を2018年に就航させ、同船を「最新鋭次世代型自動車専用船」の1番船に位置付けていた。重油焚きながら最新船型を採用して、輸送する自動車1台当たりの CO2 排出量を13%削減したことがアピールポイントの一つであった。
これに対して、2020年に就航した日本郵船のLNG燃料船「SAKURA LEADER」は輸送する自動車1台当たりの CO2 排出量 (EEDI) を40%以上削減することに成功した。2021年に就航した川崎汽船のLNG燃料船「CENTURY HIGHWAY GREEN」に至ってはEEDIを約45%削減した。こうして、商船三井の重油焚き「最新鋭次世代型自動車専用船」の環境性能は、1番船の登場からわずか二、三年のうちに他社の新鋭LNG燃料船に比べて大きく見劣りするものになってしまった。同業他社の動向がどれほど影響したかは不明であるものの、商船三井も2021年にLNG燃料の自動車船4隻の建造を決定し、翌年、4隻の追加建造を決定した。1隻目「CERULEAN ACE」（7,050台積み、73,132総トン）は2024年3月に竣工した。商船三井のLNG燃料船が「かぐや」の顧客になるかどうかは不明である。
LNGの卸元であるJERAは、伊勢湾におけるバンカー重油の需要を年間80万トンと見積もり、そのうち1割程度をLNGに転換することを目指し、船会社にLNG燃料船の採用を働きかけている。伊勢湾・三河湾の港に寄港するLNG燃料船が増えるに従い「かぐや」が活躍する機会も増えるものと期待されている。2020年10月の1回目から4年が経った2024年11月5日、「かぐや」は100回目のLNG燃料供給を達成した。供給先は1回目と同じ「SAKURA LEADER」であった。
トヨフジ海運も2023年までにLNG燃料の自動車専用船を2隻発注した。トヨフジ海運初のLNG燃料の自動車専用船「TRANS HARMONY GREEN」は2025年2月に就航した。バンカーはシンガポールまたはマレーシアでとると報じられていることから、「かぐや」の顧客にはならない見込みである。

### LNGバンカリング船の競作
国土交通省が2018年に始めた「LNGバンカリング拠点形成事業」は、早くも前年夏の財務省への予算要求（概算要求）の時点で日本の造船業界の注目を集めていた。業界は補助金の大盤振る舞いに大きな期待を寄せた。その中にあって最初に商機をつかんだのは、「日本初のLNGバンカリング船の建造」節に述べたとおり川崎重工であった。その後、2社がLNGバンカリング船の建造に参入した。
ジャパン マリンユナイテッド (JMU) は、横浜港を拠点とした東京湾の案件を2019年に獲得した。「横浜港の場合」節に述べたように、国土交通省肝煎りの案件であったが、日本郵船と東京ガスは参画を見送り、住友商事、上野トランステック、横浜川崎国際港湾株式会社（港湾運営会社）がLNGバンカリング船を保有するための合弁会社を設立した。この合弁会社に対しては、日本政策投資銀行が出資により支援することになった。東京湾では船舶用LNG燃料の十分な需要が当面、見込めないことから、2,500 m3のLNGタンクに加え、1,500 m3の油タンクを搭載し、LNG以外のバンカリング需要にも対応する。LNGタンクは「かぐや」のような円筒形タンクではなく、IHIが開発したSPBという堅牢な角形のタンクを採用した。船体設計・建造は福岡造船が担当した。2020年8月に進水し、「エコバンカー東京ベイ」と命名された。当初は、2021年の春までに稼働を開始することを目指していた。
2025年6月、郵船クルーズの新造クルーズ客船「飛鳥III」が母港・横浜港で初めてLNGバンカリングを受けた。しかし、その場に「エコバンカー東京ベイ」の姿はなく、LNGバンカリングはタンクローリー4台を手配して truck to ship 方式で行われた。
三菱造船は2022年、九州電力、日本郵船、伊藤忠エネクス、西部ガスが設立した合弁会社からLNGバンカリング船を受注した。この船は「KEYS Azalea」と命名され、三菱重工業の下関造船所（山口県下関市）で建造された。船の大きさやタンクの容量は「かぐや」と近似している。電気推進方式を採用した点も「かぐや」と同じである。日本国内のLNGバンカリング船としては初めて、主発電機関にデュアルフューエルエンジンを採用し、ガスモード運転時に優れた環境性能を発揮できる点をアピールポイントにしている。また、LNGバンカリング・内航LNG輸送の兼用である。2024年3月22日に竣工し、4月10日に同船初のLNGバンカリングを実施した。関門港（下関港・北九州港）を拠点として運航されており、博多港（福岡市）、広島港、福山港（広島県福山市）、水島港（岡山県倉敷市）まで出張してLNGバンカリングを提供した実績がある。
大阪湾・瀬戸内地域を対象としたプロジェクトも国土交通省から採択されている。このプロジェクトでは、NSユナイテッドタンカー株式会社（NSユナイテッド海運の子会社）がLNGバンカリング船の運航を担当する。同社は川崎重工が開発した内航LNGタンカーの長年のユーザーであり、「川崎重工業の歩み」節に登場した「第一新珠丸」と「あけぼの丸」も同社の船である。